# Strada Mitropolit Petru Movilă din Chișinău
Strada Mitropolit Petru Movilă (de la sf. secolului al XIX-lea până în 1924 – str. Moghiliovskaia; în 1924-1944 – str. Paul Dicescu și Principele Nicolae; în 1944-1990 – str. Berzarin) este o stradă din centrul istoric al Chișinăului. 
De-a lungul străzii sunt amplasate o serie de monumente de arhitectură și istorie (Vila urbană, nr. 8, Casa individuală, nr. 10, Casa individuală, nr. 27, Casa individuală, nr. 37, etc), precum și clădiri administrative (Centrul Medicilor de Familie Nr. 6, Cantina „Nucarul”, Liceul Teoretic „Aleksandr Pușkin”, Librăria „Mihai Eminescu”, sediul Uniunii Scriitorilor și altele). 
Strada începe de la intersecția cu str. Alexei Șciusev, intersectând alte 6 artere și încheindu-se la intersecția cu str. Columna.  

## Legături externe
- Strada Mitropolit Petru Movilă din Chișinău la wikimapia.org